# Swiss Open Gstaad 2023 - Qualificazioni singolare
Le qualificazioni del singolare del Swiss Open Gstaad 2023 sono state un torneo di tennis preliminare per accedere alla fase finale della manifestazione. I vincitori dell'ultimo turno sono entrati di diritto nel tabellone principale. In caso di ritiro di uno o più giocatori aventi diritto, a questi sono subentrati i lucky loser, ossia i giocatori che hanno perso nell'ultimo turno ma che avevano una classifica più alta rispetto agli altri partecipanti che avevano comunque perso nel turno finale.

## Teste di serie
1. Jurij Rodionov (qualificato)
2. Facundo Bagnis (qualificato)
3. Otto Virtanen (ultimo turno, lucky loser)
4. Thiago Seyboth Wild (primo turno)

1. Thiago Agustín Tirante (primo turno)
2. Raul Brancaccio (primo turno)
3. Ivan Gachov (primo turno)
4. Hamad Međedović (qualificato)

## Qualificati
1. Jurij Rodionov
2. Facundo Bagnis

1. Hamad Međedović
2. Zizou Bergs

### Lucky loser
1. Otto Virtanen

## Tabellone

### Sezione 1
|  | Primo turno | Primo turno          | Primo turno          | Primo turno | Primo turno |  |  | Ultimo turno | Ultimo turno         | Ultimo turno         | Ultimo turno | Ultimo turno |  |
|  |             |                      |                      |             |             |  |  |              |                      |                      |              |              |  |
|  | 1           | Jurij Rodionov       | Jurij Rodionov       | 6           | 7           |  |  |              |                      |                      |              |              |  |
|  | WC          | Mika Brunold         | Mika Brunold         | 1           | 61          |  |  | 1            | Jurij Rodionov       | Jurij Rodionov       | 6            | 6            |  |
|  |             | Maximilian Neuchrist | Maximilian Neuchrist | 6           | 6           |  |  |              | Maximilian Neuchrist | Maximilian Neuchrist | 3            | 4            |  |
|  | 7           | Ivan Gachov          | Ivan Gachov          | 3           | 3           |  |  |              |                      |                      |              |              |  |

### Sezione 2
|  | Primo turno | Primo turno          | Primo turno          | Primo turno | Primo turno |  |  | Ultimo turno | Ultimo turno         | Ultimo turno         | Ultimo turno | Ultimo turno |  |
|  |             |                      |                      |             |             |  |  |              |                      |                      |              |              |  |
|  | 2           | Facundo Bagnis       | Facundo Bagnis       | 7           | 6           |  |  |              |                      |                      |              |              |  |
|  | WC          | Kilian Feldbausch    | Kilian Feldbausch    | 63          | 3           |  |  | 2            | Facundo Bagnis       | Facundo Bagnis       | 6            | 6            |  |
|  |             | Geoffrey Blancaneaux | Geoffrey Blancaneaux | 6           | 6           |  |  |              | Geoffrey Blancaneaux | Geoffrey Blancaneaux | 3            | 2            |  |
|  | 6           | Raul Brancaccio      | Raul Brancaccio      | 4           | 3           |  |  |              |                      |                      |              |              |  |

### Sezione 3
|  | Primo turno | Primo turno     | Primo turno     | Primo turno | Primo turno |  |  | Ultimo turno | Ultimo turno    | Ultimo turno    | Ultimo turno | Ultimo turno |  |
|  |             |                 |                 |             |             |  |  |              |                 |                 |              |              |  |
|  | 3           | Otto Virtanen   | Otto Virtanen   | 6           | 7           |  |  |              |                 |                 |              |              |  |
|  |             | Alexander Weis  | Alexander Weis  | 3           | 64          |  |  | 3            | Otto Virtanen   | Otto Virtanen   | 65           | 4            |  |
|  |             | Federico Gaio   | Federico Gaio   | 3           | 64          |  |  | 8            | Hamad Međedović | Hamad Međedović | 7            | 6            |  |
|  | 8           | Hamad Međedović | Hamad Međedović | 6           | 7           |  |  |              |                 |                 |              |              |  |

### Sezione 4
|  | Primo turno | Primo turno            | Primo turno            | Primo turno | Primo turno |  |  | Ultimo turno | Ultimo turno      | Ultimo turno      | Ultimo turno | Ultimo turno |  |
|  |             |                        |                        |             |             |  |  |              |                   |                   |              |              |  |
|  | 4           | Thiago Seyboth Wild    | 6                      | 2           | 64          |  |  |              |                   |                   |              |              |  |
|  |             | Zizou Bergs            | 3                      | 6           | 7           |  |  |              | Zizou Bergs       | Zizou Bergs       | 6            | 6            |  |
|  |             | Marco Trungelliti      | Marco Trungelliti      | 6           | 6           |  |  |              | Marco Trungelliti | Marco Trungelliti | 3            | 4            |  |
|  | 5           | Thiago Agustín Tirante | Thiago Agustín Tirante | 3           | 3           |  |  |              |                   |                   |              |              |  |